# Albert Parker
Albert Parker (New York, 11 maggio 1885 – Londra, 10 agosto 1974) è stato un regista, sceneggiatore, attore produttore cinematografico statunitense conosciuto anche come Al Parker la cui carriera si è svolta principalmente all'epoca del cinema muto.

## Biografia
Inizia la sua carriera nel 1916 recitando in American Aristocracy di Lloyd Ingraham a fianco di Douglas Fairbanks che in seguito dirigerà sul set in alcuni film. Attivo come regista dal 1917 al 1938 ha diretto 36 pellicole. È ricordato anche per aver diretto, nel 1926 Il pirata nero, una pellicola - sempre con Douglas Fairbanks - girata a colori usando un processo chiamato Technicolor 2-strip che poi è stata scelta per la conservazione dal National Film Registry della Biblioteca del Congresso degli Stati Uniti. All'inizio degli anni 30 Parker lascia Hollywood e si trasferisce a Londra dove continua la sua attività e produce tre film. Apre, nel contempo, un'agenzia teatrale. Una delle sue ultime clienti è stata l'attrice Helen Mirren ai suoi esordi.

## Filmografia

### Regista
- Her Excellency, the Governor (1917)
- The Food Gamblers
- The Man Hater (1917)
- The Haunted House (1917)
- For Valour (1917)
- The Other Woman (1918)
- From Two to Six (1918)
- Annexing Bill (1918)
- Shifting Sands (1918)
- Waifs (1918)
- The Secret Code (1918)
- Sic 'Em, Sam (1918)
- Il cavaliere dell'Arizona (Arizona), co-regia di Douglas Fairbanks - non accreditato  (1918)
- Douglas l'avventuriero dilettante (The Knickerbocker Buckaroo) (1919)
- Eyes of Youth (1919)
- The Branded Woman  (1920)
- Love's Redemption  (1921)
- Sherlock Holmes  (1922)
- Second Youth  (1924)
- The Rejected Woman  (1924)
- Il pirata nero (The Black Pirate) (1926)
- Gli amori di Sonia (The Love of Sunya) (1927)
- The Right to Live  (1932)
- After Dark  (1932)
- Rolling in Money  (1934)
- The Third Clue  (1934)
- Late Extra (1935)
- The Riverside Murder (1935)
- The White Lilac (1935)
- Troubled Waters (1936)
- Una vincita pericolosa (Blind Man's Bluff) (1936)
- There Was a Young Man  (1937)
- The Five Pound Man (1937)
- Strange Experiment (1937)
- Second Thoughts (1938)
- Murder in the Family (1938)

### Sceneggiatore
- Il cavaliere dell'Arizona (Arizona), regia di Douglas Fairbanks e, non accreditato, Albert Parker (1918)
- Eyes of Youth, regia di Albert Parker (1919)
- The Branded Woman, regia di Albert Parker (1920)

### Produttore
- There Was a Young Man, regia di Albert Parker (1937)
- The Five Pound Man, regia di Albert Parker (1937)
- Murder in the Family, regia di Albert Parker (1938)

### Attore
- Nel mondo dei miliardi (American Aristocracy), regia di Lloyd Ingraham (1916)
- Come divenni deputato (In Again, Out Again), regia di John Emerson (1917)
- The Haunted House, regia di Albert Parker (1917)